# Afrojack

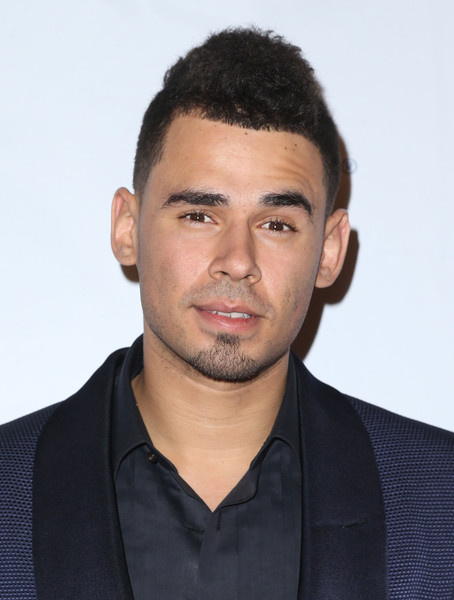
Afrojack (2015)

Afrojack (* 9. September 1987 in Spijkenisse; eigentlich Nick van de Wall) ist ein niederländischer DJ und Produzent, der insbesondere durch seine Single Take Over Control Bekanntheit erlangte. 2011 erreichte er mit dem Song Give Me Everything zusammen mit Pitbull, Ne-Yo und Nayer in zahlreichen Ländern Spitzenpositionen. Seit 2011 erreichte er zudem sechsmal eine Top-10-Platzierung in den DJ-Mag-Top-100. Bis 2015 deckte er nahezu ausnahmslos die Bereiche des Electro-House ab, bis er seine Musik von diesem Zeitpunkt an kommerzieller gestaltete. Für weitere elektronische Musik rief er die Pseudonyme NLW und DJ Afrojack ins Leben. Gemeinsam mit dem deutschen DJ-Duo Jewelz & Sparks bildet er gelegentlich das Projekt AJXJS.

## Biografie

### Bis 2006: Kindheit und musikalische Anfänge
Nick van de Wall kam sehr früh mit Musik in Berührung. Im Alter von fünf Jahren begann er, Klavier zu spielen. Als Schüler hörte er sehr viel Musik. Bald wechselte er jedoch die Seite und begann, selbst Musik zu machen. Im Alter von elf Jahren fing er an, mit dem Programm Fruity Loops zu arbeiten, was er bis heute tut.
Nachdem er die Schule abgeschlossen hatte, entschied er sich, seine Musikkarriere weiter zu verfolgen. Da er hiervon anfangs noch nicht leben konnte, nahm er einige Teilzeitjobs in der Gastronomie an. So hatte er mehr als genug Zeit, die Clubszene in Rotterdam zu entdecken. Hieraus ergaben sich viele Nebenjobs und erste kleine DJ-Auftritte.
Im Jahr 2006 hielt er sich fünf Monate auf Kreta auf, um in so vielen Clubs wie möglich aufzulegen und das „Handwerk“ besser zu lernen. Hier veröffentlichte er auch seine erste Single, F*ck Detroit. Nachdem er wieder zurückkam, machte er einige Songs und war fest entschlossen, diese auf einem Label zu veröffentlichen. Mit der Hilfe von Sidney Samson und Laidback Luke schaffte er es, „Digidance“ zu überzeugen. Mit dem kurz darauf erschienenen Lied In Your Face landete er einen ersten Erfolg. Er erreichte Platz 60 der niederländischen Top 100 und Platz drei in den niederländischen Dance-Top-30.

### 2007–2009: Etablierung in der Szene als Afrojack
2007 fing van de Wall an, unter dem Namen Afrojack aufzutreten. Im selben Jahr gründete er sein eigenes Label, „Wall Recordings“ als Imprint von „Spinnin’ Records“. Neben eigenen Produktionen vertreibt „Wall Recordings“ auch Lieder zahlreicher anderer Musiker und entwickelte sich zu einem der größten Label im EDM-Bereich. Auf dem Plattenlabel erschien auch seine erste EP Fruity EP, die am 15. April 2007 veröffentlicht wurde.
Mit Liedern wie Don’t Be, Proper Introduction oder Thief machte sich Afrojack im Laufe des Jahres 2008 erstmals einen Namen in der EDM-Szene. Diese gingen einher mit einer Reihe an EPs die auf „Wall Recordings“ veröffentlicht wurde. Gemeinsam mit dem DJ Benny Rodrigues kam es zudem zu ersten Kollaborationen. Ebenfalls kam es zu einer Kollaboration mit dem Produzenten-Duo The Partysquad. Daraus resultierte das Lied Drop Down (Do My Dance), das am 18. August 2008 veröffentlicht wurde und die niederländischen Top 20 erreichen konnte. Von einer Reihe niederländischer Radiosender wurde es zusätzlich zum „Tune of the Week“ gewählt.
Parallel wurde der französische DJ und Produzent David Guetta auf den Niederländer aufmerksam und produzierte gemeinsam mit ihm das Lied Toyfriend, das auf seinem Studioalbum One Love enthalten war. Vocals waren dabei von der US-amerikanischen Sängerin Wynter Gordon enthalten.

### 2010: Musikalischer Durchbruch mitTake Over Control
Neben dem Release einer Reihe an Solo-Singles, die unter anderem Pacha on Acid und Bangduck umfassten, konzentrierte sich van de Wall 2010 auf mehrere Kollaborationen. Gemeinsam mit Bobby Burns entstanden drei Tracks sowie ein Lied mit Sidney Samson. Des Weiteren beteiligte er sich an dem Lied Pon de Floor von Major Lazer, das sich zu einem Festival-Tool entwickelt und ihm hohe Aufmerksamkeit einbringen konnte. Die US-amerikanische Musikerin Beyoncé verwendete mehrere Samples des Liedes in ihrem Charterfolg Run the World (Girls).
Am 4. Mai 2010 erschien das Follow-Up der The-Partysquad-Kollaboration aus dem Jahr 2008. A Msterdamn konnte sich zu einem großen Cluberfolg entwickeln. Kommerziell konnte das Lied nicht an den Vorgänger anschließen. Noch im selben Monat folgte die zweite Kollaboration mit David Guetta, bei der auch der Sänger Niles Mason mitwirkte. Der Track trägt den Titel Louder than Words und brachte den Niederländer erstmals in die deutschen und österreichischen Single-Charts.
Im Oktober 2010 erschien über das Major-Label „Spinnin’ Records“ das Lied Take Over Control, das in Zusammenarbeiten mit der niederländischen Sängerin Eva Simons produziert wurde. Dieses konnte ihm erstmals auch internationalen Erfolg verbuchen. Nicht nur rückte der Song in mehreren europäischen Ländern in die Single-Charts vor, sondern erreichte auch Platin-Status in den USA. Sechs Wochen verbrachte der Track an der Spitze der US-amerikanischen Dance-Charts.
Im Oktober 2010 erreichte er bei den DJ-Mag-Votings erstmals eine Platzierung in deren Top-100-DJ-Liste. Dort stieg er auf Platz 19 ein.

### 2011: Präsenz auf Festivals und Welterfolg mitGive Me Everything

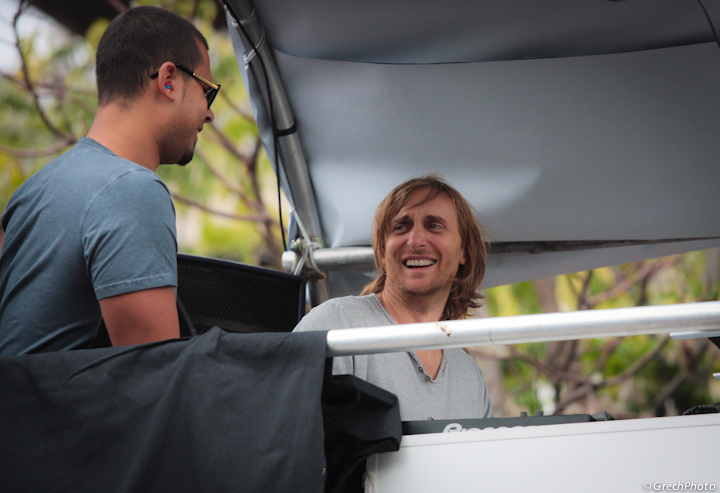
Afrojack zusammen mit David Guetta im Jahr 2011

Im Jahr 2011 wurde Afrojack Teil der wachsenden Festival-Szene. Gemeinsam mit Quintino entstand der Club-Erfolg Selecta sowie die Steve-Aoki-Kollaboration No Beef, die beide eine Position in den niederländischen Charts ermöglichten. Aus einer zweiten Zusammenarbeit mit Aoki, bei der auch das australische Zwillingsduo Nervo mitwirkte, ging der Song We’re All No One hervor. Mit letzterem kam Afrojack auch für die Produktion der offiziellen Tomorrowland-Hymne The Way We See the World zusammen. Hier legte auch das belgische Duo Dimitri Vegas & Like Mike Hand an.
Am 22. März 2011 veröffentlichte der US-amerikanische Rapper Pitbull die zweite Vorab-Single seines kommenden Albums Planet Pit. Diese trägt den Titel Give Me Everything und enthält ebenfalls Vocals des Sängers Ne-Yo sowie auch der Sängerin Nayer. Der gemeinsame Song rückte in über 10 Ländern an die Spitze der offiziellen Single-Charts und verkaufte sich über neun Millionen Mal. Auf Planet Pit agierte Afrojack gemeinsam mit David Guetta als Produzent des Songs Something For The DJ’s.
Durch die Lieder Lunar, The Future und I Just Wanna F. war er Teil dreier Lieder von David Guettas Nummer-eins-Studioalbums Nothing but the Beat, das am 26. August 2011 veröffentlicht wurde. An letzterem arbeitete Afrojack zudem mit dem Produzenten Timbaland und der Sängerin Dev zusammen. Lunar wurde eine Woche vor Album-Release als digitale Promo-Single ausgekoppelt. In mehreren europäischen Ländern, darunter Deutschland, Spanien und Großbritannien platzierte sich der Track in den Single-Charts.
Bei den DJ-Mag-Wahlen im Herbst 2011 rückte Afrojack 12 Plätze nach oben und landete auf Rang sieben.

### 2012:Can’t Stop Me&Rock the House
23. Januar 2012 erreichte Afrojack mit dem Song Can’t Stop Me, der Vocals von Shermanology enthält, erstmals auch solo eine Top-10-Platzierung in den Niederlanden. Der Track bildete die Vorlage der im selben Jahr erschienenen Single Rest of My Life von Ludacris, David Guetta und Usher, der in über 15 Ländern eine Single-Chartplatzierung erzielen konnte.
Mit dem Lied Fatility veröffentlichte Afrojack am 12. März 2012 einen weiteren Dirty-Dutch-Track. Im Juli 2012 folgte der Song Rock the House, der den Niederländer ein weiteres Mal in die niederländischen Single-Charts brachte. Das Lied samplet den Track The Landing, einen Teil des Soundtracks des Videospiels Final Fantasy VIII, der von Nobuo Uematsu komponiert wurde.
Bei den Votings des DJ-Mag im Oktober des Jahres 2012 rutschte er zwei Plätze hinab und fand sich auf Platz neun wieder.

### 2013: Album-Promotion undIt’s a Madder of …
Im Januar 2013 veröffentlichte van de Wall mit einem Remix des Liedes Sovereign Light Café von Keane aus dem Jahr 2012 die erste Vorab-Single seines angekündigten Debüt-Studioalbums. Die Neuinterpretation konnte bis auf Platz 22 vorrücken und somit den Erfolg des Originals übertreffen.
Am 13. Februar 2013 veröffentlichte er den gemeinsam mit Sänger Chris Brown entstandenen Song As Your Friend als Single. Erstmals seit Take Over Control erreichte der Niederländer auch eine Platzierung in den Vereinigten Staaten. Im Oktober 2013 folgte mit dem Song The Spark die erste offizielle Single-Auskopplung aus seinem kommenden Studioalbum. Vocals steuerte hierbei Sänger und Songwriter Spree Wilson bei. The Spark entwickelte sich zu einem kommerziellen Erfolg in zahlreichen europäischen Ländern.
Parallel zu den kommerziellen Singles veröffentlichte Afrojack auch mehrere Club-Tracks. So veröffentlichte er im Frühjahr 2013 mit dem Lied Air Guitar die offizielle Hymne des Ultra Music Festivals. Mit Peanuts erschien im Juli 2013 eine Progressive-House-lastige Produktion auf seinem eigenen Plattenlabel. Auf „Spinnin’ Records“ veröffentlichte er am 5. August 2013 den Dirty-Dutch-Track Jack That Body, der insbesondere die Freunde seines ursprünglichen Stils ansprechen sollte. Am 13. November 2013 erfolgte das Release der EP It’s a Madder of …, die die Tracks Ray Bomb, Rocker, Griever und Yubaba umfasste.
Im November 2013 äußerte sich der Niederländer in einem Interview mit „NU.nl“ negativ gegenüber den Rapper Eminem. Die Äußerungen lösten diverse Diskussionen im Netz aus, was dazu führte, dass Will Ferrell Eminem während der Zeremonie der MTV Europe Music Awards 2013, die in den Niederlanden stattfanden und einen Auftritt von Afrojack und Snoop Dogg beinhalteten, fragte, ob dieser wüsste, dass sich der DJ abfällig geäußert hätte. Eminem erwiderte dies mit der einfachen frage „Who?“. Auf zahlreichen Social-Media-Plattformen entwickelte sich das „Who?“ zu einem regelrechten Running Gag.
Am 29. November 2013 veröffentlichte die US-amerikanische Sängerin Britney Spears ihr achtes Studioalbum Britney Jean. Auf diesem war das Lied It Should Be Easy enthalten, dessen Demo-Version von David Guetta und ihm produziert wurde. Afrojacks Rolle wurde schlussendlich von Nicky Romero übernommen. In der Schweiz rückte der Song durch hohe Downloadzahlen in die offiziellen Single-Charts vor.
Seine Platzierung auf Platz neun der DJ-Mag-Top-100 konnte er im Jahr 2013 halten.

### 2014:Forget the World&Turn up the Speakers
Ten Feet Tall erschien als zweite offizielle Single seines anstehenden Studioalbums im Februar 2014. Sie wurde von Stephen Wrabel gesungen und konnte an den Erfolg von The Spark anschließen. Neben hohen Platzierungen in unter anderem Ungarn, seiner Heimat, Schottland und Großbritannien erreichte das Lied für eine halbe Million Verkäufe Goldstatus in den USA. Mehrere Millionen Klicks erreichte auch ein Big-Room-Remix des Liedes von David Guetta. Ebenfalls im Februar 2014 veröffentlichte er den Big-Room-Track Musician.
Gemeinsam mit dem US-amerikanischen Comedian, Schauspieler und Rapper Nick Cannon sowie den Jackie Boys produzierte er als Featuring-Artist das Lied Looking For a Dream. Dieses erschien bereits im Februar 2014 als Promo-Single und diente schlussendlich als Lead-Single von Cannons satirischem Studioalbum White People Party Music, das am 1. April 2014 veröffentlicht wurde. Ebenfalls von Afrojack produziert wurde der Albumtrack OJ.
Nachdem Afrojack im März 2014 einen offiziellen Remix des Liedes Do or Die der US-amerikanischen Rockband Thirty Seconds to Mars veröffentlichte, erschien im April 2014 das Lied Dynamite, das in Zusammenarbeit mit dem US-amerikanischen Rapper Snoop Dogg entstand als letzte Vorab-Single seines kommenden Studioalbums. Am 16. Mai 2014 erschien schlussendlich sein Debüt-Album Forget the World auf dem Label „Universal Music“. Für Aufmerksamkeit sorgte insbesondere die Zusammenarbeit mit Sänger Sting an dem Titel Catch Tomorrow. Das Album selber konnte in zahlreichen europäischen Ländern in die Album-Charts vorrücken und erreichte zudem die US-amerikanischen Billboard 200.
Am 25. August 2014 veröffentlichte Afrojack gemeinsam mit dem ebenfalls niederländischen DJ und Produzenten Martin Garrix das Lied Turn up the Speakers. Der Track entwickelte sich zu einem großen Festival-Hit und gilt als eines der bekanntesten Lieder aus der Big-Room-Szene. Mehrere hundert Millionen Klicks zählt das offizielle Musikvideo und auch die Streaming-Zahlen bewegen sich im mehrstelligen Millionen-Bereich. Zudem erreichte das Lied die Single-Charts mehrerer europäischer Länder.
Als letzte Auskopplung aus seinem, im Frühsommer erschienenen Studioalbum, wurde am 28. November 2014 das Lied Illuminate veröffentlicht. Dieses wurde von Matthew Koma gesungen.
In der DJ-Mag-Auflistung von 2014 war Afrojack erstmals nicht in den Top 10 vertreten. So fiel er auf Platz 12 hinab.

### 2015:Hey Mama& NLW
Der am 9. Februar 2015 von Karim Mika und Daniel Forster veröffentlichte Track Crunk erschien in Form eines Edits von Afrojack. Der Song erreichte die Top drei auf Beatport und entwickelte sich dort zum erfolgreichsten Song der Kategorie Electro-House des gesamten Jahres.
Am 16. März 2015 erschien das Lied Hey Mama als vierte Single-Auskopplung aus David Guettas Studioalbum Listen aus dem Jahr 2014. Bei diesem Lied beteiligte sich Afrojack gemeinsam mit Nicki Minaj und Bebe Rexha. Ein Teil des Liedes samplet das Musikstück Rosie von Alan Lomax aus den 1940ern. Hey Mama entwickelte sich zu einem Charterfolg und erreichte in über 20 Ländern die Top 10. Zudem wurde es mehrmals ausgezeichnet und verkaufte sich über 3,5 Millionen Mal. Auch im offiziellen Musikvideo spielt er mit. Auf der Remix-EP war eine von ihm überarbeitete Version enthalten, die den Track in einem Turn-up-the-Speakers-ähnlichem Stil widerspiegelt.
Bereits im Vorjahr premierte Afrojack bei einem seiner Auftritte eine Kollaboration mit dem niederländischen Dirty-Dutch- und Big-Room-Duo Bassjackers. Diese erschien am 27. April 2015 unter dem Titel What We Live For als Single.
Ebenfalls im Juni 2015 erschien der Song Afroki als Single. Dieser entstand in Zusammenarbeit mit Steve Aoki, mit dem er bereits im Jahr 2010 zusammenarbeitete und war bereits im Vorjahr auf dessen Studioalbum Neon Future I enthalten. Des Weiteren wirkte die Sängerin Bonnie McKee bei dem Song mit. Am 21. Juni 2015 folgte die erste kommerzielle Solo-Single in dem Jahr. Diese entstand in Zusammenarbeit mit dem US-amerikanischen Sänger Mike Taylor und trägt den Titel SummerThing! und erreichte mehrere europäische Charts.
Im November 2015 folgte der Big-Room-Song Unstoppable. Dieser dient als Soundtrack des Videospiels Call of Duty: Black Ops III und supportet dieses auch im offiziellen Musikvideo. Parallel veröffentlichte die Trapstep-Trio WatchTheDuck ihre zweite EP The Trojan Horse, bei der Afrojack an dem Lied Lost Future mitwirkte.
Zusammen mit der japanischen Vocal- und Tanz-Gruppe Sandaime J Soul Brothers produzierte er das Lied Summer Madness. Dieses erschien am 8. Juli 2015, nachdem bereits einen Monat vorher das offizielle Musikvideo präsentiert wurde, in dem er ebenfalls mitspielt. Summer Madness ihn erstmals an die Spitze der japanischen Single-Charts bringen und wurde mit mehreren Schallplatten ausgezeichnet.
Am 27. Juli 2015 veröffentlichte Afrojack unter dem Pseudonym NLW erstmals eine EP mit drei Titeln. Der Musikstil orientiert sich an einem basslastigen Aufbau. Weitere Elemente, die für Afrojacks derzeitigen Stil ungewöhnlich waren, sorgten dafür, dass der Extended-Play ebenfalls in den Bereich des Undergrounds eingeordnet wurde. Mit Soundboy mit Apster und Limit Break folgten im Herbst des Jahres 2015 zwei weitere Releases unter dem Pseudonym NLW.
| Jahr | Platz |
| ---- | ----- |
| 2010 | 19    |
| 2011 | 7     |
| 2012 | 9     |
| 2013 | 9     |
| 2014 | 12    |
| 2015 | 8     |
| 2016 | 10    |
| 2017 | 8     |
| 2018 | 8     |
| 2019 | 9     |
| 2020 | 7     |
| 2021 | 6     |
| 2021 | 6     |

Bei den DJ-Mag-Votings 2015 ging es für Afrojack wieder unter die Top 10. Er rückte vier Positionen aufwärts und landete somit auf Rang 8.

### 2016: Zusammenarbeit mit Fais und anderen Produzenten
Am 25. Januar 2016 veröffentlichte Afrojack erstmals seit 2008 einen gemeinsamen Song mit dem DJ und Produzenten Hardwell. Dieser trägt den Titel Hollywood und erhielt insbesondere für seine Produktion im Dirty-Dutch-Stil, den die beiden Produzenten zu Beginn des Jahrzehnts vertraten viel Aufmerksamkeit. Auf Beatport konnte der Track auf Platz-eins vorrücken.
Im März 2016 erschien eine weitere Single unter dem Pseudonym NLW. Diese entstand gemeinsam mit Apster und D-wayne. Mit letzterem arbeitete Afrojack bereits im Jahr 2014 im Zuge seines Studioalbums zusammen. Der Song trägt den Titel Alcohol und wurde als Free-Download veröffentlicht. Zwischen Juni und Juli 2016 folgten zwei weitere NLW-Veröffentlichungen. Den Anfang machte das Lied Party, das in Zusammenarbeit mit Kiida entstand. Im Juli 2016 folgte die Solo-Produktion Home.
Ebenfalls im März 2016 wurde mit dem Release des Liedes Hey eine wiederkehrende Zusammenarbeit mit dem niederländischen Sänger und Songwriter Fais begonnen. Hey erreichte Platz zwei der niederländischen Single-Charts und auch in weiteren skandinavischen Ländern eine Platzierung erreichen.
Am 6. Mai 2016 veröffentlichte Afrojack gemeinsam mit dem niederländischen Produzenten Laidback Luke das Lied Move to the Sound. Ebenfalls beteiligte sich Hawkboy an dem Track. Parallel veröffentlichte David Guetta die offizielle Hymne der Fußball-Europameisterschaft 2016 This One’s For You mitsamt Vocals von Zara Larsson. Afrojack beteiligte sich an der Produktion erreichte damit in mehreren Ländern Platz eins der Single-Charts. Im Juni 2016 folgte System. Eine Kollaboration mit dem neu auf „Wall Recordings“ aktiven Produzenten Ravitez und dem Rapper MC Ambush.
Nachdem es bereits beim Tomorrowland 2014 premiert wurde, erschien zu Beginn des Augusts 2016 das Lied Hands Up, eine Zusammenarbeit mit dem belgischen DJ-Duo Dimitri Vegas & Like Mike, mit dem er bereits 2011 für die Tomorrowland-Hymne zusammenarbeitete. Unter dem Titel Van Gogh kursierte der Song seit der Premiere durch das Internet. Die Veröffentlichung erfolge im Zuge des „Summer of Madness“ als Free-Release. Afrojack verwendete dabei sein Pseudonym NLW.
Ebenfalls im August 2016 veröffentlichte Afrojack den Song Gone. Dabei arbeitete er mit dem US-amerikanischen Rapper Ty Dolla $ign zusammen. Im Oktober 2016 folgte das offizielle Musikvideo, in dem überwiegend Ty Dolla $ign eine Rolle spielt. Kommerziellen Erfolg landete der Track nicht. Mit dem Lied To The World steuerte er Ende September 2016 die offizielle Hymne zum Dance Earth Festival bei. Dabei arbeitete er mit Dance Earth Party, der Musikgruppe, die das Festival ins Leben rief zusammen.
Am 14. Oktober 2016 erschien die zweite Kollaboration mit Sänger Fais. Diese trägt den Titel Used to Have It All und rückte bis auf Platz 18 der niederländischen Single-Charts vor. Zudem trat er mit Fais bei den MTV Europe Music Awards 2016 auf. Dort spielten sie Hey und Gone. Parallel wurden die Ergebnisse der DJ-Mag-Wahlen des Jahres 2016 verkündet. Dort fiel er auf Platz-10 hinab.
Am 11. November 2016 veröffentlichte Afrojack gemeinsam mit Ralvitez und Amba Shepherd das Lied The Great Escape. In einem Live-Stream von Mai 2016 gewährte er erstmals einen Einblick in den Song, bei dem er erzählte, dass er Shepherds Vocals für die erste Demo gesamplet hätte und Ralvitez die Aufgabe hätte seine Anfänge zu einem richtigen Song umzubauen.
Zusammen mit Karim Mika produzierte er für die vietnamesischen Sängerinnen Tóc Tiên und Suboi das Lied Tâm điểm ánh nhìn (All Eyes on Us). Dieses erschien im Dezember 2016 als Single. Im offiziellen Musikvideo ist Afrojack sowie Ausschnitte von einem gemeinsamen Auftritt mit den Musikerinnen zu sehen.
Im Dezember 2016 veröffentlichte das japanische Management- und Entertainment-Unternehmen LDH (Love, Dream and Happiness), dessen europäischer Geschäftsführer Afrojack ist, einen Werbefilm, der das Unternehmen vorstellt. Der darin enthaltenen Song wurde von ihm, Fais und Ne-Yo produziert und trägt den Titel Follow Your Dream. Als Single wurde das Lied nicht veröffentlicht.

### 2017: Einflüsse aus dem Future-Bass

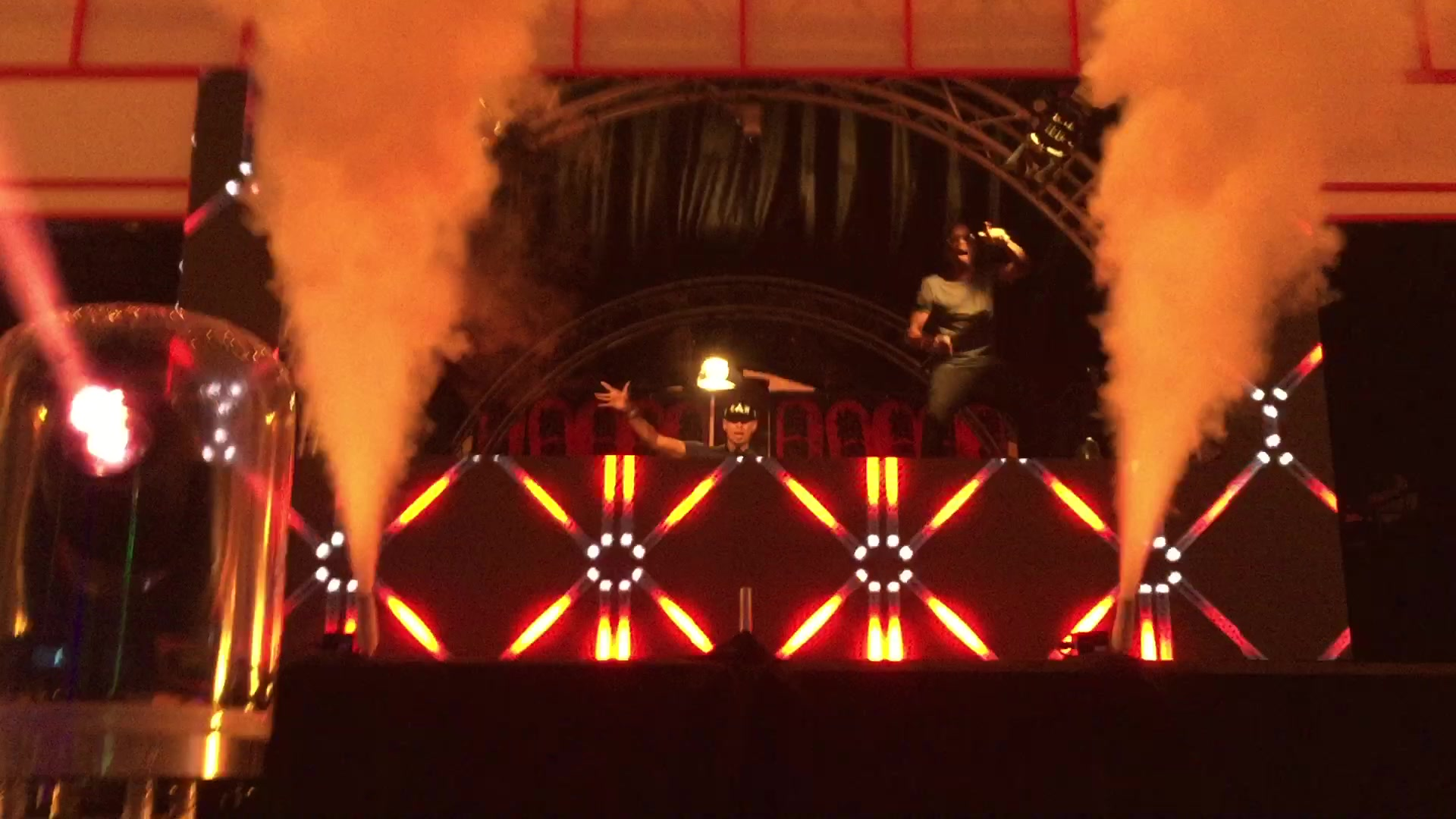
Afrojack gemeinsam mit MC Ambush live beim Airbeat One 2017

Am 6. Januar 2017 veröffentlichte Afrojack zusammen mit Jay Karma das Lied Diamonds. Mit diesem setzte erstmals einen Schritt in den Bereich der Trapmusik. Des Weiteren sind starke Einflüsse aus dem Bass-House-Bereich zu hören. Parallel startete die Promo-Aktion zu seiner nächsten Single Wave Your Flag. Diese entstand in Zusammenarbeit mit dem puerto-ricanischen Sänger Luis Fonsi. Stilistisch orientiert sich das Lied an einer Mischung aus Latin-Pop und Electro-House.
Nachdem es beim Ultra Music Festival premiert wurde, veröffentlichte Afrojack gemeinsam mit David Guetta am 28. April 2017 das Lied Another Life, das vom derzeit beliebten Future-Bass beeinflusst war. Neben der US-amerikanischen Singer-Songwriterin Ester Dean, die den Track sang, war auch Jay Karma an der Entstehung beteiligt. In unter anderem Frankreich, Österreich und den Niederlanden erreichten sie eine Platzierung in den offiziellen Single-Charts.
Durch seine Beteiligung an David Guettas Track Light My Body Up, arbeitete er nach Hey Mama zum zweiten mit der Rapperin Nicki Minaj und erstmals mit dem US-amerikanischen Rapper Lil Wayne zusammen. Der Dance-Hall-Trap-Song erreichte die Charts von über 15 Ländern.
Am 8. September 2017 erschien das Lied No Tomorrow, bei dem Afrojack mit dem palästinensisch-kanadischen Rapper Belly, dem US-amerikanischen Rapper O.T. Genasis und dem niederländischen Trap-Produzenten Ricky Breaker zusammenarbeitete. Im Musikvideo wirkten alle vier Musiker mit. Am 22. September 2017 folgte der Bass-House-Song Keep It Low, eine Kollaboration mit dem niederländischen Duo Mightyfools, die für jenes Genre bekannt sind.
Im Oktober 2017 veröffentlichte Afrojack zum einen das Hollywood-Follow-Up Hands Up mit Hardwell und MC Ambush, im ähnlichen Stil wie der Vorgänger, zum anderen den Titel Lost, eine Zusammenarbeit mit der französischen Sängerin Vassy und dem DJ und Produzenten Oliver Rosa. Letzterer erschien auf „Armada Music“.
Bei den DJ-Mag-Votings 2017 konnte er wieder zwei Plätze nach oben rücken und landete somit auf Rang acht.
Eine weitere Kollaboration mit David Guetta wurde am 3. November 2017 veröffentlicht. Dabei handelt es sich um das Lied Dirty Sexy Money. Neben Guetta und van de Wall waren auch Sängerin Charli XCX, Rapper French Montana und die Produzenten Skrillex und Cesqeaux an der Entstehung beteiligt. Der Song konnte in zahlreichen Ländern in die Single-Charts vorrücken, darunter auch in Deutschland, Australien und Großbritannien. Alle vier Interpreten spielten im Musikvideo mit. Nur kurz darauf erschien der Progressive-House-Song New Memories, der mit DubVision produziert wurde. Den Gesang steuerte Fais bei.

### 2018:Press Play

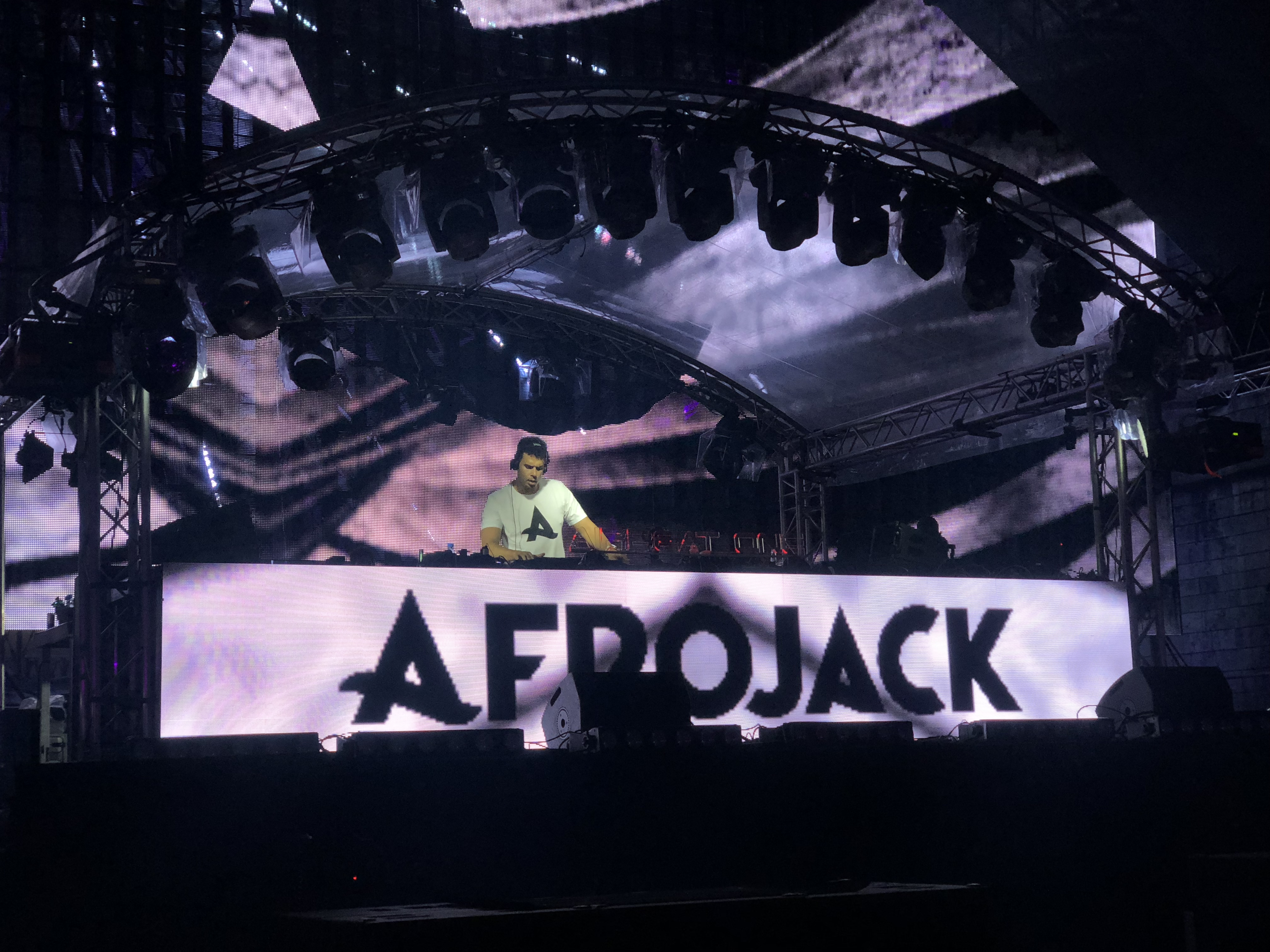
Afrojack live beim Airbeat One 2018

Anfang Februar 2018 veröffentlichte Afrojack zusammen mit David Guetta eine neue Version des Liedes Helium der australischen Sängerin Sia. Nachdem Afrojack bereits an der Entstehung des Liedes Titanium beteiligt war, ist es die zweite Zusammenarbeit mit der Sängerin. Noch im selben Monat erschien der Track Bed of Roses, das vom US-amerikanischen Sänger Stanaj gesungen wird. Beide Lieder wurden im Future-Bass-Stil produziert.
Am 19. März 2018 veröffentlichte er unter seinem Pseudonym DJ Afrojack den Song 2012. Dieser entstand in Zusammenarbeit mit Ravitez und orientiert sich am Big-Room-Stil, wie er in seinen Anfängen zwischen 2012 und 2013 klang. Nur zwei Wochen später erschien eine weitere Single mit jenem Projekt. Started hieß diese und wurde gemeinsam mit D.O.D und Tim-Ber produziert.
Nachdem er bereits im Frühjahr ihre Single All I See Is You co-produzierte, erschien am 4. Mai 2018 seine erste offizielle Kollaboration mit dem deutschen DJ-Duo Jewelz & Sparks mit dem Titel One More Day. An dem Lied beteiligten sich ebenfalls das deutsche Produzenten-Team Hitimpulse sowie die norwegische Sängerin und Songwriterin Frida Amundsen, die zeitgleich auch die Vocals des Liedes beisteuerte. Nach wenigen Wochen erschien zu dem Lied ein Remix des niederländischen Produzenten Nicky Romero, der sich zu einem kommerziellen Erfolg entwickelte und zeitgleich die erste Auskopplung einer kommenden EP Afrojacks repräsentierte. Kurz darauf erschien auch eine weitere Kollaboration zwischen Afrojack und Jewelz & Sparks. Diese trägt den Titel The Moment, die unter dem Pseudonym AJXJS veröffentlicht wurde. Der Song entsprach einem Progressive-House-Stil.
Nachdem er bereits seit längerem mehrere elektronische Stücke auf seinen Konzerten gespielt hatte, kündigte er im Juli 2018 die Veröffentlichung der besagten EP an. Sie sollte den Titel Press Play tragen und wurde in Form eines Minimixes angekündigt, der diverse Produktionen im Dirty-Dutch-Bereich, in dem Afrojacks Wurzeln liegen, versprach. Ein weiterer Song, der als Vorab-Single diente, war das Lied Step Back, das mit aggressiven Beats und MC Ambushs Vocals geprägt war. Noch im selben Monat folgten die Tracks Bassride und Bringing It Back. Letzterer wurde insbesondere seit der Premiere beim Ultra Music Festival erwartet.
Die EP Press Play wurde schlussendlich am 28. August 2018 über „Wall Recordings“ und „Armada Music“ veröffentlicht. Die Bezeichnung EP wurde in diesem Fall von Magazinen und Fans aufgrund des Umfangs von 14 Tracks zugunsten der betitelung als Album fallen gelassen. Im Gegensatz zu Forget the World, welches sehr kommerziell ausgelegt war, besteht Press Play nahezu ausnahmslos aus EDM-Produktionen. Kollaborationen für die EP erfolgten unter anderem mit Martin Garrix, Jewelz & Sparks und Brohug, während Ester Dean dem Lied When You’re Gone ihre Stimme lieh. Durch das Wiederaufbeleben seines alten Stils, erntete das Lied viel positive Kritik.

## Diskografie
Studioalben

| Jahr | Titel Musiklabel                 | Höchstplatzierung, Gesamtwochen, AuszeichnungChartplatzierungen (Jahr, Titel, Musiklabel, Platzierungen, Wochen, Auszeichnungen, Anmerkungen) | Höchstplatzierung, Gesamtwochen, AuszeichnungChartplatzierungen (Jahr, Titel, Musiklabel, Platzierungen, Wochen, Auszeichnungen, Anmerkungen) | Höchstplatzierung, Gesamtwochen, AuszeichnungChartplatzierungen (Jahr, Titel, Musiklabel, Platzierungen, Wochen, Auszeichnungen, Anmerkungen) | Höchstplatzierung, Gesamtwochen, AuszeichnungChartplatzierungen (Jahr, Titel, Musiklabel, Platzierungen, Wochen, Auszeichnungen, Anmerkungen) | Höchstplatzierung, Gesamtwochen, AuszeichnungChartplatzierungen (Jahr, Titel, Musiklabel, Platzierungen, Wochen, Auszeichnungen, Anmerkungen) | Höchstplatzierung, Gesamtwochen, AuszeichnungChartplatzierungen (Jahr, Titel, Musiklabel, Platzierungen, Wochen, Auszeichnungen, Anmerkungen) | Anmerkungen                        |
| Jahr | Titel Musiklabel                 | DE | AT | CH | UK | US | NL | Anmerkungen                        |
| ---- | -------------------------------- | --- | --- | --- | --- | --- | --- | ---------------------------------- |
| 2014 | Forget the World Universal Music | DE46 (1 Wo.)DE | AT30 (1 Wo.)AT | CH21 (2 Wo.)CH | UK76 (1 Wo.)UK | US32 (1 Wo.)US | NL4 Gold · (18 Wo.)NL | Erstveröffentlichung: 16. Mai 2014 |

## Auszeichnungen und Nominierungen
| Jahr | Auszeichnungen                 | Kategorie                                | Werk                                                    | Ergebnis   |
| ---- | ------------------------------ | ---------------------------------------- | ------------------------------------------------------- | ---------- |
| 2011 | IDMA                           | Best Breack-Through DJ                   | Afrojack                                                | Gewonnen   |
| 2011 | IDMA                           | Best Remixer                             | Afrojack                                                | Gewonnen   |
| 2011 | IDMA                           | Best Break-Through Artist                | Afrojack                                                | Nominiert  |
| 2011 | MTV EMA                        | Best Dutch Act                           | Afrojack                                                | Nominiert  |
| 2011 | Zilveren Harp                  | niederländischer Musikpreis für Newcomer | Afrojack                                                | Gewonnen   |
| 2012 | IDMA                           | Best Commercial/Pop Dance Track          | Give Me Everything                                      | Nominiert  |
| 2012 | IDMA                           | Best Electro/Tech House Track            | No Beef                                                 | Nominiert  |
| 2012 | IDMA                           | Best European DJ                         | Afrojack                                                | Nominiert  |
| 2012 | IDMA                           | Best Producer                            | Afrojack                                                | Nominiert  |
| 2012 | IDMA                           | Best Remixer                             | Afrojack                                                | Nominiert  |
| 2012 | MTV EMA                        | Best Dutch Act                           | Afrojack                                                | Gewonnen   |
| 2012 | MTV EMA                        | Best European Act                        | Afrojack                                                | Nominiert  |
| 2012 | European Border Breakers Award | Best Dutch Album                         | Lost and Found                                          | Gewonnen   |
| 2012 | Billboard Music Awards         | Top Hot 100 Song                         | Give Me Everything                                      | Nominiert  |
| 2012 | Billboard Music Awards         | Top Radio Song                           | Give Me Everything                                      | Gewonnen   |
| 2012 | Billboard Music Awards         | Top Rap Song                             | Give Me Everything                                      | Nominiert  |
| 2012 | Grammy Awards                  | Best Remixed Recording, Non-Classical    | Madonna – Revolver (David Guetta’s One Love Club Remix) | Gewonnen   |
| 2013 | IDMA                           | Best European DJ                         | Afrojack                                                | Nominiert  |
| 2013 | IDMA                           | Best Global DJ                           | Afrojack                                                | Nominiert  |
| 2013 | IDMA                           | Best Producer                            | Afrojack                                                | Nominiert  |
| 2013 | IDMA                           | Best Remixer                             | Afrojack                                                | Nominiert  |
| 2013 | IDMA                           | Best Artist (Solo)                       | Afrojack                                                | Nominiert  |
| 2013 | MTV EMA                        | Best Electronic                          | Afrojack                                                | Nominiert  |
| 2013 | MTV EMA                        | Best Dutch Act                           | Afrojack                                                | Nominiert  |
| 2013 | Grammy Awards                  | Best Remixed Recording, Non-Classical    | Leona Lewis – Collide (Afrojack Remix)                  | Nominiert  |
| 2014 | IDMA                           | Best Global DJ                           | Afrojack                                                | Nominiert  |
| 2014 | IDMA                           | Best Progressive House/Electro DJ        | Afrojack                                                | Nominiert  |
| 2014 | MTV EMA                        | Best Electronic                          | Afrojack                                                | Nominiert  |
| 2014 | MTV EMA                        | Best World Stage Performance             | WS Live in Amsterdam 2013                               | Nominiert  |
| 2015 | IDMA                           | Best European DJ                         | Afrojack                                                | Nominiert  |
| 2015 | IDMA                           | Best EDM/Pop DJ                          | Afrojack                                                | Nominiert  |
| 2015 | IDMA                           | Best Full Length Studio Recording        | Forget the World                                        | Nominiert  |
| 2015 | MTV EMA                        | Best World Stage Performance             | WS Live in Amsterdam 2015                               | Nominiert  |
| 2016 | IDMA                           | Best R&B/Urban Dance Track               | Hey Mama                                                | Nominiert  |
| 2016 | IDMA                           | Best Rap/Hip Hop/Trap Dance Track        | Hey Mama                                                | Gewonnen   |
| 2016 | IDMA                           | Best European DJ                         | Afrojack                                                | Nominiert  |
| 2016 | MTV EMA                        | Best Electronic                          | Afrojack                                                | Nominiert  |
| 2018 | WDM Radio Awards               | Best Party DJ                            | Afrojack                                                | Ausstehend |
| 2018 | WDM Radio Awards               | Best Trending Track                      | Dirty Sexy Money                                        | Ausstehend |